# Кхынсом
Кхынсом (кор. 큰섬) — крупнейший остров на территории современной дельты реки Туманган площадью около 4 км². Ноктундо, бывший до этого крупнейшим островом дельты площадью около 32 кв. км, соединился с северной частью суши ввиду смещения дельты на юг и отмирания северных рукавов. Кхынсом находится к югу от линии фарватера основного русла Тумангана, и, по договору 1990 года, является частью КНДР. Административно подчиняется провинции Хамгён-Пукто. Постоянное население отсутствует из-за угрозы наводнений. Остров, как и вся дельта Тумангана, играeт важную роль в поддержания видового разнообразия перелётных водоплавающих птиц.